# Something for the Rest of Us
Something for the Rest of Us è il nono album in studio dei Goo Goo Dolls. È stato pubblicato il 28 agosto 2010 in Australia, e il 31 agosto in Nord America dalla Warner Bros. Records.

## Il disco
Il processo di registrazione ha avuto luogo durante il 2009 negli studi Audio GCR a Buffalo e "l'Arca" di Los Angeles, con il produttore Tim Palmer. Un singolo era stato originariamente previsto per essere pubblicato nel novembre 2009 con una versione album nel febbraio del 2010, ma la band ritornò in studio nel gennaio 2010. Secondo il cantante e chitarrista John Rzeznik, questo è stato fatto per realizzare un ulteriore miglioramento su quello che avevano pensato in precedenza.
Molti produttori hanno assistito al processo di produzione, tra cui Butch Vig, John Fields, Paul David Hager e Rob Cavallo.
Alla fine di maggio, John ha annunciato che Home sarebbe stato il primo singolo ed esso è stato pubblicato l'8 giugno 2010.

## Tracce
1. Sweetest Lie – 3:23 (John Rzeznik)
2. As I Am – 3:53 (John Rzeznik)
3. Home – 4:44 (John Rzeznik, Andy Stochansky)
4. Notbroken – 4:10 (John Rzeznik)
5. One Night – 5:01 (John Rzeznik)
6. Nothing is Real – 4:05 (John Rzeznik)
7. Now I Hear – 3:20 (Robby Takac, John Rzeznik)
8. Still Your Song – 4:22 (John Rzeznik, Andy Stochansky)
9. Something for the Rest of Us – 4:27 (John Rzeznik)
10. Say You're Free – 3:11 (Robby Takac, John Rzeznik)
11. Hey Ya – 3:37 (John Rzeznik, Tim Palmer)
12. Soldier – 4:14 (John Rzeznik, Tim Palmer)
13. Postcards from Paradise – 3:14 – iTunes and pre-order bonus track
14. Rough Boys – 2:38 – iTunes and pre-order bonus track
15. Home (acoustic) – 4:36 – iTunes and pre-order bonus track
16. Something for the Rest of Us (piano version) – 4:19 – Amazon MP3 exclusive bonus track
17. Catch Me Now I'm Falling – 3:52 – pre-order bonus track da googoodolls.com
18. Broadway (live) – 6:34 – Japanese release bonus track

## Formazione
- Johnny Rzeznik - voce, chitarra solista, chitarra acustica
- Robby Takac – basso elettrico, cori, voce (nelle tracce 7, 10, 14)
- Mike Malinin – batteria, percussioni